# Calcio Forlì 1983-1984
Questa pagina raccoglie le informazioni riguardanti il Calcio Forlì nelle competizioni ufficiali della stagione 1983-1984.

## Stagione
Nella stagione 1983-1984 il Forlì disputa il girone C del campionato di Serie C2, come allenatore viene chiamato a Forlì il forlivese Giampaolo Landi, uno stimato tecnico d'esperienza, che conduce in porto la squadra biancorossa, in una tranquilla posizione di metà classifica. Dopo nove anni alla presidenza non c'è più "Vulcano" Bianchi, il 22 ottobre 1983 il pacchetto azionario del Forlì viene acquistato da un nuovo gruppo dirigente, guidato da Tiziano Tampellini, che diventa presidente. Autore di 9 reti Damiano Farina è stato il tiratore scelto dei biancorossi, delle quali 3 reti in Coppa Italia e 6 in campionato, mentre Luciano Fusini ha messo a segno 7 reti solo in campionato.
Nella Coppa Italia di Serie C il Forlì disputa senza onore il girone H di qualificazione, che promuove ai sedicesimi di finale la Spal.

## Rosa
| N. |                   | Ruolo | Calciatore        |
| -- | ----------------- | ----- | ----------------- |
|    | Italia (bandiera) | D     | Roberto Andreoli  |
|    | Italia (bandiera) | A     | Battista Bisacchi |
|    | Italia (bandiera) | C     | Daniele Casotti   |
|    | Italia (bandiera) | C     | Fabio Castellani  |
|    | Italia (bandiera) | C     | Salvatore Cerrone |
|    | Italia (bandiera) | C     | Vittorio Cessario |
|    | Italia (bandiera) | P     | Stefano Dadina    |
|    | Italia (bandiera) | A     | Mirco Fabbri      |
|    | Italia (bandiera) | C     | Daniele Falaschi  |
|    | Italia (bandiera) | D     | Mirco Fantini     |

| N. |                   | Ruolo | Calciatore         |
| -- | ----------------- | ----- | ------------------ |
|    | Italia (bandiera) | A     | Damiano Farina     |
|    | Italia (bandiera) | C     | Luciano Fusini     |
|    | Italia (bandiera) | D     | Giancarlo Galdiolo |
|    | Italia (bandiera) | A     | Mario Lardo        |
|    | Italia (bandiera) | C     | Paolo Marignoli    |
|    | Italia (bandiera) | D     | Massimo Radice     |
|    | Italia (bandiera) | C     | Francesco Rossi    |
|    | Italia (bandiera) | P     | Luigi Ruffilli     |
|    | Italia (bandiera) | C     | Manuel Saccomandi  |
|    | Italia (bandiera) | D     | Felice Tufano      |

## Risultati

### Campionato

#### Girone di andata
| Forlì 19 settembre 1983 1ª giornata | Forlì              | 0 – 0 | Brindisi | Stadio Tullo Morgagni\| Arbitro: \| Di Cola (Avezzano) \| |
| Arbitro:                            | Di Cola (Avezzano) |       |          |                                                           |

| Arbitro: | Marascia (Roma) |

|                 |           |              |
| Mariano 8’, 78’ | Marcatori | 60’ Galdiolo |

| Arbitro: | Laricchia (Bari) |

|                    |           |  |
| Marignoli 65’, 73’ | Marcatori |  |

| Martina Franca 9 ottobre 1983 4ª giornata | Martina        | 0 – 0 | Forlì | Stadio Giuseppe Domenico Tursi\| Arbitro: \| Nencini (Roma) \| |
| Arbitro:                                  | Nencini (Roma) |       |       |                                                                |

| Forlì 16 ottobre 1983 5ª giornata | Forlì               | 0 – 0 | Potenza | Stadio Tullo Morgagni\| Arbitro: \| Lamberti (Barletta) \| |
| Arbitro:                          | Lamberti (Barletta) |       |         |                                                            |

| Arbitro: | Tarallo (Como) |

|            |           |  |
| Farina 84’ | Marcatori |  |

| Giulianova 30 ottobre 1983 7ª giornata | Giulianova       | 0 – 0 | Forlì | Stadio Rubens Fadini\| Arbitro: \| Baldas (Trieste) \| |
| Arbitro:                               | Baldas (Trieste) |       |       |                                                        |

| Arbitro: | Calabretta (Catanzaro) |

|            |           |               |
| Fabbri 50’ | Marcatori | 85’ Militello |

| Arbitro: | Betti (Siena) |

|          |           |            |
| Venè 15’ | Marcatori | 53’ Fabbri |

| Arbitro: | Fassari (Catania) |

|                       |           |                           |
| Castellani 20’ (aut.) | Marcatori | 19’ Castellani 34’ Radice |

| Arbitro: | Frusciante (Como) |

|            |           |                          |
| Fabbri 82’ | Marcatori | 47’ Zarbano 81’ Esposito |

| Arbitro: | Basile (Siracusa) |

|                                    |           |                       |
| Briga 17’ L. Rossi 35’ Buffone 62’ | Marcatori | 14’ Fusini 87’ Fabbri |

| Arbitro: | Pozzati (Alghero) |

|              |           |  |
| Galdiolo 31’ | Marcatori |  |

| Arbitro: | Calafiore (Brescia) |

|                 |           |  |
| Babbi 6’ (rig.) | Marcatori |  |

| Arbitro: | Squadrito (Catania) |

|                           |           |             |
| Castellani 48’ Farina 66’ | Marcatori | 57’ Cantani |

| Arbitro: | Felicani (Bologna) |

|          |           |  |
| Gori 25’ | Marcatori |  |

| Arbitro: | Di Gennaro (Ercolano) |

|                        |           |            |
| Fusini 16’, 26’ (rig.) | Marcatori | 12’ Pavese |

#### Girone di ritorno
| Arbitro: | Grechi (Milano) |

|             |           |            |
| Salerno 68’ | Marcatori | 90’ Farina |

| Arbitro: | Tarallo (Como) |

|            |           |  |
| Fusini 77’ | Marcatori |  |

| Arbitro: | Tonon (Conegliano) |

|            |           |            |
| Asnicar 3’ | Marcatori | 63’ Farina |

| Arbitro: | Sanguineti (Chiavari) |

|                   |           |                     |
| Fusini 53’ (rig.) | Marcatori | 68’, 83’ Biasibetti |

| Arbitro: | Squadrito (Catania) |

|           |           |  |
| Magni 79’ | Marcatori |  |

| Arbitro: | Nicoletti (Agropoli) |

|  |           |                     |
|  | Marcatori | 63’ (aut.) Feroleto |

| Arbitro: | Dalfovo (Trento) |

|             |           |  |
| Cerrone 14’ | Marcatori |  |

| Arbitro: | Carrubba (Siracusa) |

|                    |           |            |
| Marozzi 82’ (rig.) | Marcatori | 25’ Fusini |

| Forlì 1º aprile 1984 26ª giornata | Forlì             | 0 – 0 | Centese | Stadio Tullo Morgagni\| Arbitro: \| Predieri (Varese) \| |
| Arbitro:                          | Predieri (Varese) |       |         |                                                          |

| Arbitro: | Moschet (Conegliano) |

|                        |           |                             |
| Farina 16’ Fantini 22’ | Marcatori | 48’ (rig.) Carboni 84’ Sola |

| Galatina 15 aprile 1984 28ª giornata | Pro Italia Galatina           | 0 – 0 | Forlì | Stadio Giuseppe Specchia\| Arbitro: \| Quartuccio (Torre Annunziata) \| |
| Arbitro:                             | Quartuccio (Torre Annunziata) |       |       |                                                                         |

| Arbitro: | Betti (Siena) |

|                                |           |                                    |
| Galdiolo 52’ Fusini 90’ (rig.) | Marcatori | 2’ Amadei 68’ Favarin 71’ Smeraldi |

| Arbitro: | Schiavon (Padova) |

|               |           |  |
| Salvatore 49’ | Marcatori |  |

| Arbitro: | Mazzetti (Firenze) |

|                            |           |                        |
| Bisacchi 3’ Castellani 41’ | Marcatori | 23’ Babbi 68’ Cassiani |

| Arbitro: | De Santis (Treviso) |

|                  |           |            |
| Consoli 12’, 46’ | Marcatori | 73’ Farina |

| Arbitro: | Giuriola (Rovigo) |

|  |           |                        |
|  | Marcatori | 79’ Gori 89’ Marchetti |

| Arbitro: | Stafoggia (Pesaro) |

|            |           |  |
| Apuzzo 82’ | Marcatori |  |

### Coppa Italia

#### Girone H
| Arbitro: | Isola (Parma) |

|                                |           |  |
| Fantini 52’ (aut.) 89’ Rabitti | Marcatori |  |

| Arbitro: | Collazuol (Belluno) |

|            |           |                       |
| Farina 88’ | Marcatori | 22’ Melucci 79’ Cleto |

| Arbitro: | De Santis (Treviso) |

|             |           |            |
| Venturi 17’ | Marcatori | 22’ Farina |

| Arbitro: | Guidi (Bologna) |

|  |           |                    |
|  | Marcatori | 40’ (aut.) Fantini |

| Arbitro: | Pegoretti (Trento) |

|             |           |  |
| Balboni 85’ | Marcatori |  |

| Arbitro: | Frusciante (Como) |

|                         |           |  |
| Bisacchi 55’ Farina 69’ | Marcatori |  |